# Pelecopsis parvicollis
Pelecopsis parvicollis là một loài nhện trong họ Linyphiidae.
Loài này thuộc chi Pelecopsis. Pelecopsis parvicollis được Jörg Wunderlich miêu tả năm 1995.